# Càpsula endoscòpica
La càpsula endoscòpica és una tècnica de diagnòstic per la imatge, mínimament invasiva que s'utilitza per registrar imatges internes del tub digestiu, principalment de l'intestí prim, difícilment accessible pels sistemes endoscòpics convencionals com la gastroscòpia o la colonoscòpia. Les imatges s'utilitzen en el diagnòstic de malalties. Els nous desenvolupaments també són capaços de prendre biòpsies i alliberar medicaments en llocs específics de tot el tracte gastrointestinal.
Consisteix en la deglució d'una càpsula de petites dimensions, capaç d'enviar imatges fotogràfiques a l'exterior mitjançant ones de ràdio. La càpsula és impulsada pel moviment peristàltic del tub digestiu fins que és expulsada de manera natural i no és reutilitzable. La visualització i el processament d'aquestes imatges mitjançant sistemes informàtics permeten un estudi detallat de la paret de l'intestí. És un sistema molt ben tolerat pels pacients i pràcticament no té contraindicacions ni efectes secundaris.

## Galeria d'imatges

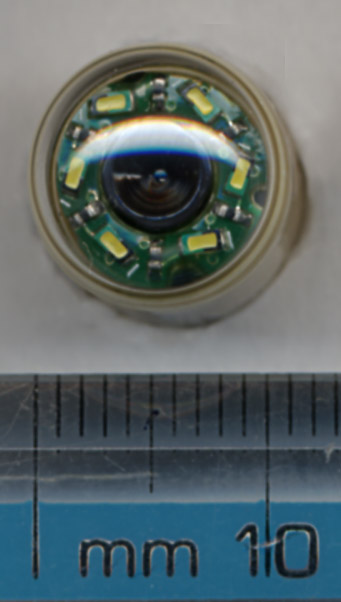
Frontal de la càpsula, mostrant els sis LEDs i la lent de la càmera.